# Let Me Love You (bài hát của DJ Snake)
"Let Me Love You" (tạm dịch: Hãy Để Tôi Yêu Em) là một ca khúc của nhà sản xuất âm nhạc điện tử người Pháp DJ Snake, và là đĩa đơn thứ ba từ album phòng thu đầu tay của anh, Encore (2016). Ca khúc được hát bởi ca sĩ người Canada Justin Bieber. Các nghệ sĩ đồng viết bài hát với Andrew Watt, Ali Tamposi, Brian Lee, và Louis Bell, trong khi việc sản xuất bài hát do DJ Snake xử lý. Bài hát được phát hành ngày 5 tháng 8 năm 2016, thông qua Interscope Records. Music video của ca khúc này được phát hành ngày 29 tháng 11 năm 2016 trên YouTube.

## Sáng tác
"Let Me Love You" được viết ở cung Đô thứ với nhịp độ 100 nhịp mỗi phút trong số chỉ nhịp. Bài hát theo một chùm hợp âm Cm7 – E♭ – E♭/G – A♭ – E♭/G – A♭, và giọng của Bieber kéo dài từ C4 tới B♭5.

## Video âm nhạc
Video âm nhạc của ca khúc được phát hành ngày 29 tháng 11 năm 2016.

## Biểu diễn thương mại
Tại Hoa Kỳ, "Let Me Love You" xuất hiện lần đầu tiên ở vị trí số 12 trên những Billboard Hot 100 vào ngày 27 tháng 8 năm 2016. Đĩa đơn ra mắt trên Digital Songs với 113.000 tải xuống, trở thành ca khúc đứng vị trí số một đầu tiên của DJ Snake và thứ sáu của Bieber trên bảng xếp hạng. Trong số ngày 1 tháng 10 năm 2016 "Let Me Love You" tăng sáu bậc, đạt vị trí số sáu, trở thành ca khúc thứ ba của DJ Snake và thứ mười hai của Bieber đạt tốp 10. Nó đạt được vị trí thứ 4 vào tuần sau đó.
Tại Vương quốc Anh, "Let Me Love You" đứng ở vị trí thứ hai, sau ca khúc "Cold Water" của Major Lazer (một bài hát khác cũng có giọng hát của Bieber), trên UK Singles Chart, với 40.000 lượt tải về. Nó vẫn đứng ở vị trí số hai, trong năm tuần nữa, bị chặn không thể lên vị trí đứng đầu bởi ca khúc "Cold Water" vừa đề cập trong hai tuần và sau đó bởi ca khúc "Closer" của The Chainsmokers trong bốn tuần. Trong tuần thứ bảy, nó rơi xuống vị trí thứ ba và sau đó xuống vị trí thứ năm trong tuần thứ tám. Nó rời tốp 5 trong tuần thứ chín và sau đó rời tốp 10 trong tuần thứ mười hai có mặt trên bảng xếp hạng. Kể từ đó nó đã được chứng nhận platinum tại Anh, vì đã bán (bao gồm cả các con số trực tuyến) vượt quá 600.000 bản.

## Bảng xếp hạng
| Bảng xếp hạng (2016)                            | Vị trí cao nhất |
| ----------------------------------------------- | --------------- |
| Argentina (Monitor Latino)                      | 4               |
| Úc (ARIA)                                       | 2               |
| Áo (Ö3 Austria Top 40)                          | 4               |
| Bỉ (Ultratop 50 Flanders)                       | 6               |
| Bỉ (Ultratop 50 Wallonia)                       | 2               |
| Canada (Canadian Hot 100)                       | 4               |
| Cộng hòa Séc (Rádio Top 100)                    | 12              |
| Cộng hòa Séc (Singles Digitál Top 100)          | 1               |
| Đan Mạch (Tracklisten)                          | 3               |
| Phần Lan (Suomen virallinen lista)              | 1               |
| Pháp (SNEP)                                     | 1               |
| Trường songid là BẮT BUỘC CHO BẢNG XẾP HẠNG ĐỨC | 1               |
| Hungary (Dance Top 40)                          | 19              |
| Hungary (Rádiós Top 40)                         | 3               |
| Hungary (Single Top 40)                         | 3               |
| Indonesia (ASIRI)                               | 8               |
| Ireland (IRMA)                                  | 2               |
| Ý (FIMI)                                        | 1               |
| Lebanon (Lebanese Top 20)                       | 3               |
| Mexico (Monitor Latino)                         | 1               |
| Hà Lan (Dutch Top 40)                           | 1               |
| Hà Lan (Single Top 100)                         | 1               |
| New Zealand (Recorded Music NZ)                 | 3               |
| Na Uy (VG-lista)                                | 1               |
| Ba Lan (Polish Airplay Top 100)                 | 2               |
| Bồ Đào Nha (AFP)                                | 1               |
| Russia Airplay (Tophit)                         | 1               |
| Scotland (OCC)                                  | 1               |
| Slovakia (Rádio Top 100)                        | 6               |
| Slovakia (Singles Digitál Top 100)              | 1               |
| Tây Ban Nha (PROMUSICAE)                        | 5               |
| Thụy Điển (Sverigetopplistan)                   | 2               |
| Thụy Sĩ (Schweizer Hitparade)                   | 1               |
| Anh Quốc (OCC)                                  | 2               |
| Anh Quốc Dance (OCC)                            | 2               |
| Hoa Kỳ Billboard Hot 100                        | 4               |
| Hoa Kỳ Adult Pop Airplay (Billboard)            | 11              |
| Hoa Kỳ Dance Club Songs (Billboard)             | 19              |
| Hoa Kỳ Hot Dance/Electronic Songs (Billboard)   | 2               |
| Hoa Kỳ Pop Airplay (Billboard)                  | 2               |
| Hoa Kỳ Rhythmic (Billboard)                     | 4               |

## Chứng nhận
| Quốc gia | Chứng nhận  | Số đơn vị/doanh số chứng nhận |
| --- | ----------- | ----------------------------- |
| Úc (ARIA) | 2× Platinum | 140.000‡                      |
| Canada (Music Canada) | Platinum    | 0*                            |
| Ý (FIMI) | 2× Platinum | 100.000‡                      |
| New Zealand (RMNZ) | Platinum    | 30.000‡                       |
| Tây Ban Nha (PROMUSICAE) | Platinum    | 40.000‡                       |
| Thụy Điển (GLF) | 3× Platinum | 60.000‡                       |
| Anh Quốc (BPI) | Platinum    | 600.000‡                      |
| Hoa Kỳ (RIAA) | Platinum    | 1.000.000‡                    |
| * Chứng nhận dựa theo doanh số tiêu thụ. ^ Chứng nhận dựa theo doanh số nhập hàng. ‡ Chứng nhận dựa theo doanh số tiêu thụ và phát trực tuyến. |             |                               |